# El planeta de los Ood
El planeta de los Ood (Planet of the Ood) es el tercer episodio de la cuarta temporada de la serie británica de ciencia ficción Doctor Who, emitido originalmente el 19 de abril de 2008.

## Argumento
El Décimo Doctor (David Tennant) introduce unas coordenadas aleatorias en la TARDIS y aparece en un planeta alienígena nevado. En el exterior, Donna Noble (Catherine Tate) y él encuentran a un Ood herido en la nieve. Antes de morir, los ojos del Ood se vuelven rojos y arremete contra el Doctor, asustándoles con su ferocidad. El Doctor supone que algo cerca de ellos le estaba influenciando. Encuentran en la zona un complejo industrial llamado Operaciones Ood, una compañía que ha estado criando y vendiendo a los Ood como sirvientes. El Doctor descubre que se encuentran en la Ood-Esfera en el año 4126, cerca de la Senso-Esfera de los Sensoritas (The Sensorites). El fenómeno de ojos rojos comienza a afectar a los otros Ood del planeta y varias personas ya han sido asesinadas antes de la llegada del Doctor. Los Ood poseídos no dejan de repetir que "el círculo debe romperse". Operaciones Ood considera el fenómeno como una enfermedad similar a la Glosopeda. El jefe de Operaciones Ood, Klineman Halpen (Tim McInnerny), les dice que el método de matar cada vez ha sido idéntico: las víctimas son electrocutadas con las esferas de traducción de los Ood.
A lo largo del episodio, Donna va simpatizando con los Ood y horrorizándose por su esclavitud. El Doctor también se interesa en los Ood, notando que ninguna especie podría evolucionar naturalmente para ser sirvientes. Donna y él se mueven por el complejo y encuentran un grupo de Oods sin cultivar. En lugar de la esfera de traducción, tienen un cerebro externo que sujetan en sus manos y que les da individualidad. Los humanos les quitan este cerebro externo para hacerles serviles. El Doctor reprende a Halpen porque está lobotomizando a los Ood. Las fuerzas de seguridad capturan al Doctor y Donna. Poco después, los Ood inician una revolución en masa y el complejo debe ser evacuado. El Doctor y Donna siguen a Halpen a un almacén cerrado que contiene un enorme cerebro, que se revela es la conciencia colectiva de los Ood. El control de los Ood por parte del cerebro está limitado por un círculo de pilares que emiten un campo de fuerza. Halpen planea matar el cerebro y, por extensión, a todos los Ood, pero el Doctor, Donna y el Dr. Ryder (Adrian Rawlins), trabajador de la compañía, le detienen. El Dr. Ryder le revela que era un activista en secreto de "Amigos de los Ood" y poco a poco ha ido infiltrándose en la compañía para conseguir acceso a los pilares y destruirle. Halpen empuja al Dr. Ryder en caída hasta el cerebro, que le absorbe. Cuando Halpen amenaza con matar con una pistola al Doctor y Donna, comienza a ocurrirle algo. El sirviente personal de Halpen, Ood Sigma (Paul Kasey), ha estado usando la medicación de pérdida de cabello para ir inoculándole poco a poco un preparado genético que ha empezado a hacer efecto ahora, transformando a Halpen en un Ood.
El Doctor entonces, apaga los pilares, liberando a los Ood y permitiéndoles reunirse en su colectividad relativa. Mientras el Doctor y Donna se preparan para marcharse, Ood Sigma le promete incluir al "Doctor-Donna" en la canción de los Ood. También le dice al Doctor que su canción pronto tendrá un final.

### Continuidad
El fenómeno de ojos rojos en un síntoma de que un Ood está poseído. En El planeta imposible y El foso de Satán, estaban bajo el control de la Bestia. En El fin del tiempo, los ojos del Ood se vuelven rojos cuando está poseído por el poder del Vórtice del Tiempo sangrante. En La mujer del Doctor, un Ood de nombre Sobrino está poseído, pero muestra ojos verdes brillantes en lugar de rojos.
La Ood-Esfera está en el mismo sistema solar que la Senso-Esfera, la localización del serial de 1964 The Sensorites; los Sensoritas y los Ood son visual y mentalmente similares.
Ood Sigma le dice al Doctor que su canción terminará pronto. Esta profecía se la repetirá Carmen en El planeta de los muertos (2009). Su cumplimiento y la reaparición de Ood Sigma se producirá en El fin del tiempo. Ood Sigma también aparece brevemente al final de Las aguas de Marte, como una aparición que hace señas al Doctor.

## Producción
| Queríamos saber más de la historia de fondo de los Ood. En esta ocasión, son el centro del espectáculo. La historia es sobre ellos. Por qué son lo que son. Qué los hace así. —Keith Temple |

El autor del episodio fue Keith Temple, y el director fue Graeme Harper. El productor ejecutivo Russell T Davies había envisionado el retorno de los Ood porque en su aparición anterior, en la historia en dos partes de 2006 El planeta imposible y El foso de Satán, les había eclipsado la aparición de la Bestia. Davies entonces le entregó a Temple un borrador del episodio que incluía el término "planeta helado" y la historia de un negocio vendiendo Oods como mercancía. Los borradores de Temple del episodio se describen como "demasiado oscuros" y "demasiado a la antigua usanza de Doctor Who"; Temple dijo en los comentarios del episodio que su primer borrador era "un serial de seis partes de 45 minutos".
Temple y Davies pensaron que el episodio no fue una "reaparición divertida" de un viejo monstruo; en su lugar, pensaron que había "una verdadera historia que contar". Temple enfatizó en su guion que el Doctor se olvidó de los Ood bajo la sombra de la Bestia, y que el personaje tenía que quitarse esa espina. El guion también enfatizaba la esclavitud de los Ood; tanto Temple como el protagonista David Tennant comentaron que era complicada la existencia de una especie nacida para servir, presentando complicaciones con la teoría del "gen egoísta" de Richard Dawkins. El papel de Donna en el episodio era humanizar todavía más al Doctor, y para el episodio y el desarrollo del personaje fue importante su cambio de opinión hacia los Ood, de su asco inicial hacia su apariencia a la empatía que siente hacia ellos. Susie Liggat citó el guion como parte de la importancia de Doctor Who, penando que la historia sobre "gente oprimida liberada" podía aplicarse de forma doméstica o global.
El antagonista del episodio, Klineman Halpen, fue interpretado por Tim McInnerny. Davies consideró su personaje, "un jefe de departamento fuera de control", el villano perfecto. Temple lo describió como "narcisista", "orgulloso" y "sin escrúpulos... ni sentimientos". McInnerny dijo "Siempre está bien interpretar a un cabrón... ¡Me encanta que Halpen sea un cabrón tridimensional! ¡Esto le hace interesante!". Temple epitomizó a Halpen en una escena en la que mata a un trabajador del grupo activista "Amigos de los Ood"; Davies y Tennant pensaron que su final "repugnante" y "gótico a lo Edgard Allan Poe" no hubiera sido merecido de otro modo.
El rodaje del episodio se hizo en agosto de 2007. Las escenas de apertura y cierre se rodaron en la mina de Trefil en Brecon Beacons, y los exteriores del complejo en una fábrica de cemento, y las escenas en la "granja de suministros" se filmaron en un hangar en el RAF Saint Athan. Los efectos por ordenador apenas se usaron en la producción; la nieve era papel mezclado con agua, y las cabezas de los Ood contenían una compleja animatrónica. McInnerny llevó una máscara de prótesis con dos lados para su escena de transformación aunque cuando se tuvo que rodar de nuevo la escena y McInnerny no estuvo disponible, un técnico tuvo que hacer la animación por captura de movimiento para esa escena.

## Recepción
El planeta de los Ood fue el programa más visto en su horario, con 7,5 millones de espectadores, y fue el segundo programa más visto del día, sólo superado por Britain's Got Talent, siendo el 12º programa más visto de la semana. Su puntuación de apreciación fue de 87 (considerado excelente).
Scott Matthewman, de The Stage, hizo una crítica mezclada del episodio. Pensó que "probablemente la única sorpresa en la forma en que se presentó a los humanos que componían la Corporación Ood llegó cuando las relaciones públicas Solana (Ayesha Dharker) escapó con el Doctor y Donna, sólo para después traicionarles llamando a los guardias", y "la revelación de que Ryder (Adrian Rawlins) ha estado trabajando para infiltrarse a la Corporación y le tiran por la barandilla... tan pronto como se descubre la revelación". Sin embargo, pensó que Donna se estaba convirtiendo "rápidamente... en una de las más fuertes y definidas acompañantes en la historia de la serie", y que "hay algunas buenas interpretaciones del desarrollo natural de los Ood". Caitlin Moran de The Times pensó que el episodio fue "de verdad, de verdad bueno... uno que te tendrá pegado a la pantalla y preguntando, una y otra vez, '¿Cómo puede algo tan bueno estar sucediendo tan temprano un sábado por la tarde, en mi propio salón?'". A ella le encantó la escena en la que el Doctor y Donna hablan de los esclavos de la cultura contemporánea, diciendo que Tate "de verdad, de verdad no es tan mala cuando dice 'Nosotros' no tenemos esclavos". Ben Rawson-Jones de Digital Spy le dio al episodio 5 estrellas sobre 5. Rawson-Jones abrió su crítica diciendo "Doctor Who puede ocasionalmente trascender las propiedades de un mero programa de televisión familiar para elevarse y dar a los espectadores una epifanía conmovedora y hermosa y un mayor sentido del mundo en que habitan", citando la reacción de Donna al ver los Ood sin cultivar como el momento emotivo del episodio. Pensó que el episodio en conjunto "ejemplifica lo poderoso y emotivo que Doctor Who puede ser cuando el guion, la dirección y la interpretación armonizan todos y completan su propio círculo de los Ood", y apreció la interpretación. El único defecto que vio fue cuando Donna dijo "¿Por qué dices 'Señorita'? ¿Tengo pinta de soltera?", pero por todo lo demás fue "una examinación extremadamente impresionante y contemplativa de la horrenda naturaleza de la humanidad".